# 走査

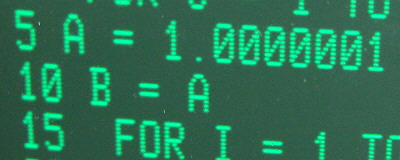
ブラウン管ディスプレイの画面。ラスタースキャンにより文字を表示しているため、横棒は連続して表示されている一方で、縦棒は一定の間隔で途切れている。

走査（そうさ）、スキャン (scan) とは、対象を探針や電子線のような点状（あるいは直線状）のものでなぞって対象物の線（面）の情報を得ることや、発振あるいは同調周波数を連続的に変化させることで対象物質の情報を得たり、対象の持つ情報を再生することである。
掃引（スウィープ）と似ており、そのように言うこともある。
また、これらになぞらえ、コンピューターのポート番号を順に変化させて情報の読み書きを行うことも同様に呼ばれることもある。（ポートスキャン）
テレビの用語としては、電波法施行規則では「「走査」とは、画面を構成する絵素の輝度または色（輝度、色相および彩度をいう。）に従って、一定の方法により、画面を逐次分析して行くことをいう」と定義している（電波法施行規則2条1項80号）。

## 概要
銀塩写真技術における写真フィルムや印画紙、青写真や青焼のように、2次元の広がりをもった画像を、直接記録再現できる媒体もある。しかし、電気信号は1次元的であるし、光センサなどたいていのセンサでは、直接2次元的な広がりをもつ対象をとらえることはできない（固体撮像素子は、非常に微細なセンサを大量に並べた装置である）。
そこで、対象に対し、点状（あるいは直線状）のセンサなどを、ある位置からある方向に動かしながら、その変化を読み出したり書き込んだりすることで、広がりをもった対象を読み出したり書き込んだりできる。このような操作を、走査と言う。また、点を走査してできる線を走査線と言う。
なお、能動的に動かす場合についてこのように言う。レコードの音溝のように受動的になぞるのはトレースである。

## いろいろな走査
- ブラウン管などの表示方式
  - ラスタースキャン
  - ベクタースキャン
  - ラジアルスキャン（レーダーなど）
- スキャナ
- 走査型顕微鏡
  - 走査型電子顕微鏡
  - 走査型プローブ顕微鏡
  - レーザー走査顕微鏡
  - など
- ヘリカルスキャン方式 回転ヘッドの円筒に対し螺旋状に（ヘリカル）テープを巻き付けて斜めにスキャンすることから
- ポートスキャン

## インターレース方式とプログレッシブ方式
テレビ放送を実用化するにあたり、伝送可能な帯域を考慮して走査線数と毎秒フレーム数を決める必要があった。白黒テレビ放送の開始時に実現可能だった約4MHz程度の帯域ではブラウン管の画面サイズと視聴距離から必要な走査線本数を決めると、伝送可能な毎秒あたりのフレーム数が30程度になる。これでは滑らかな動きを実現するには足りないため、飛び越し走査（2:1インターレース）方式を採用した。これは画面を構成する走査線を1本おきに送ることにより、1フレームを2つの「フィールド」に分割して毎秒60フィールドを伝送するものである。仕様の詳細はNTSCを参照。
これに対し、飛び越し走査を行わない方式を順次走査（プログレッシブ走査、ノンインターレースとも）方式と呼ぶ。コンピュータ・ディスプレイでは主として順次走査方式を採用するほか、デジタルテレビジョン放送やDVD-Videoでは順次走査方式を使用することも可能である。

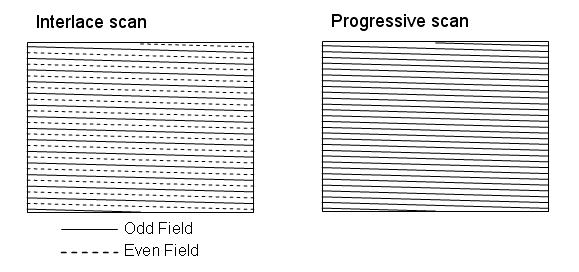
図2：飛び越し走査と順次走査：走査線の配置

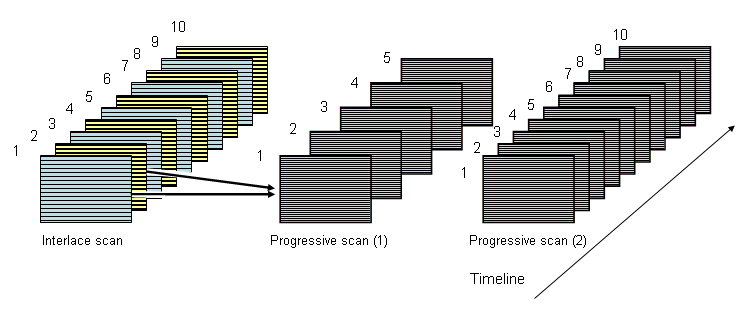
図3：飛び越し走査と順次走査：毎秒のコマ数

図2に飛び越し走査方式と順次走査方式の走査の違いを示す。インターレース方式では左の図のように一旦実線部の走査線をたどって画面最下部まで走査し、ついで最上部に戻って点線部の走査線をたどって右下隅に達するように走査する。したがって、走査線本数が1/2の2画面に分けて送るのと同じことである。これに対し順次走査方式では右の図のように、一度に全画面を走査して送る。なおNTSC方式では走査が画面の左上隅から始まるフィールドを奇数フィールド、画面上端中央から始まるフィールドを偶数フィールドと呼ぶ。
順次走査方式で送る場合（図3右）に対し飛び越し走査方式で送る場合（図3左）では実質的に毎秒フレーム数を1/2にした順次走査方式（図3中）と同等のデータ量、すなわち伝送帯域となる。また、飛び越し走査では図3中に比べフレーム数が2倍であるため同じ伝送量でも動画としての動きの滑らかさが劣化しないことになる。
インターレース方式では、奇数フィールドと偶数フィールドでは1/60秒ずれた時刻の画像を伝送することになる。これは、そのまま視聴する場合にはほとんど気にならないが、静止画表示や、あるいは動画でもインターレースからプログレッシブへの変換を行って、1枚のフレームにおいて縦の線が走査線の奇偶でずれて表示される場合など、ずれが明瞭に知覚されるため、通常は何らかの対策を図る。